# Reinhard Kleinschmit
Reinhard Kleinschmit (* 25. Oktober 1820 in Korbach; † 10. März 1863 in Pyrmont) war ein deutscher Jurist und Politiker.
Kleinschmit war der Sohn des Justizrates und Hofgerichtsrates Friedrich Karl Kleinschmit (1778–1864) und dessen zweiter Ehefrau Sophie, geborene Kiel (1798–1873). Der Politiker Gustav Kleinschmit Freiherr von Lengefeld (1811–1879) und der Generalmajor Julius von Kleinschmit (1825–1902) waren seine Brüder.
Er studierte ab 1840 Rechtswissenschaften in Göttingen. Er lebte als Advokat in Pymont, wo er auch Bürgermeister war.
Von 1859 bis 1860 war er für den Wahlkreis Pyrmont Abgeordneter im Landtag des Fürstentums Waldeck-Pyrmont.